# یواس‌اس لیچفیلد (دی‌دی-۳۳۶)
یواس‌اس لیچفیلد (دی‌دی-۳۳۶) (به انگلیسی: USS Litchfield (DD-336)) یک کشتی بود که طول آن ۳۱۴ فوت ۵ اینچ (۹۵٫۸۳ متر) بود. این کشتی در سال ۱۹۱۹ ساخته شد.